# Сражение в долине Сонга
Сражение в долине Сонга — решающее сражение во время войны между Восточно-тюркским и Кыргызским каганатами, произошедшее зимой 710—711 годов на одном из лесных перевалов Батенёвского кряжа, в долине реки Сон.
В результате сражения енисейские кыргызы потерпели тяжёлое поражение и попали под власть Восточно-тюркского каганата, а их правитель Барсбек-каган был убит.

## Предыстория
В VI веке енисейские кыргызы управлялись наместником-эльтебером и были частью разных центральноазиатских государств.
В конце VII века местный правитель Барсбек объявил себя каганом. Это был открытый вызов Тюркскому каганату, открытое соперничество с ним за господство в степи. Началась масштабная борьба за отделение енисейских кыргызов и объявление независимого кыргызского государства.
Барсбек-каган отправил талантливого дипломата Эрен-Улуга в качестве посола, и возглавил большую анти-тюркскую коалицию, куда входили кроме кыргызов Тюргешский каганат и Империя Тан.
Правителям Восточно-Тюркского каганата нужно было бороться с коалицией. Тоньюкук так характеризовал ситуацию: «Табгачский (китайский) каган был нашим врагом. Каган „десяти стрел“ (тюргеши) был нашим врагом. Но самым большим врагом был могучий каган кыргызов. Враги были кругом, как хищные птицы — мы были для них падалью…».
Тюрки не стали ждать, когда противники предпримут совместные действия против них. Они решили первыми нанести удар и разгромить врага по отдельности. Тюрки начали с нападения на кыргызов, которые представляли для них большую опасность, нежели другие. В 709 году тюркские войска, форсировав верховья Енисея, разгромили союзные кыргызам племена чик и аз, заняли Тыву, превратив её в плацдарм для последующего наступления на кыргызов.
Однако в войне ни китайцы, ни тюргеши не поддержали союзника, так как их в первую очередь интересовало безопасность своих рубежей. В преддверии осени в 710 году Барсбек-каган направляет посольство в Танскую империю и Тюргешское государство, а также в Тибет. Главой посольства вновь был Эрен-Улуг. Барсбек официально не оповестил Китай о посольстве, однако слухи о нем намеренно активно распространялись среди кочевников. Замысел кагана, скорее всего, состоял не в том, чтобы запугать тюрок, а лишь таким способом активизировать военную деятельность китайцев и тюргешей. Но уже было поздно. По неизвестным причинам Эрен-Улуг умер в пути, в результате чего Тибет не стал союзником Барсбека. Также не выступили в поход китайцы и тюргеши.
Зато тюрки ускорили свои действия. Они решились на отчаянный маневр: несмотря на суровую зимнюю стужу, они обошли обороняемые кыргызами проходы в Саянах. В этом походе приняли участие будущий каган тюрок Бильге и его брат Кюль-тегин. Однако на деле кампанией руководил старый и мудрый полководец Тоньюкук. Он нашёл среди местного населения человека, который согласился провести войско тюрок по неизвестным высокогорным тропам в Минусинскую котловину.
Тоньюкук так описал этот трудных переход: «Я повелел войскам выйти в путь, я приказал: По коням! При переходе через Ак-Термел приказал тыловому лагерю ждать. Приказав остальным идти вперёд, прокладывал для них путь, как и другие, шёл, опираясь на деревянные шесты. Передние утаптывали снег, и мы перевалили покрытую лесом вершину. С неимоверными трудностями, обходя снежные завалы, мы спустились вниз, через десять ночей достигли предгорья. Местного проводника пришлось убить, так как он сбился с пути».
Такой переход через Саяны в разгар зимы требовал, несомненно, большого риска и мужества. Однако замысел тюрок осуществился.

## Ход сражения
Зимой 710—711 года тюрки неожиданно напали на лагерь кыргызов.
«Мы напали на спящих кыргызов, мы копьями прокладывали себе путь» — свидетельствует руническая надпись на древнетюркском памятнике.
Несмотря на отчаянные попытки сопротивления, основные силы кыргызов были разбиты. Барсбек, собрав оставшихся воинов в долине Сонга, оказывал ожесточённое сопротивление. Несмотря на это, кыргызы потерпели поражение от Кюль-Тегина. Барсбек был убит в поединке. Воины даже не могли похоронить его, как было положено по старому обычаю. Об этом упоминается в Алтын-Кульской эпитафии. Памятником мужественному кагану стал установленный соплеменниками большой плоский камень выше человеческого роста, на котором они выразили свою скорбь по поводу его смерти.

## Последствия
Тюрки оставили сыновей Барсбек-кагана управлять енисейскими кыргызами, и через год они даже отправились в Китай, поскольку правители енисейских кыргызов считались родственниками китайского императора.
Поражение кыргызов в битве под Сонга имело для них тяжелые последствия. Об этом говорит тот факт, что на протяжении последующих сорока с лишним лет кыргызы не были активными участниками политических процессов, разворачивавшихся в Центральной Азии. И хотя возглавляли государство кыргызские правители, до самого падения Тюркского каганата они фактически были его вассалами.
После смерти Барсбек-кагана его, вероятно, похоронили на берегу озера Алтын-кёль (в современном Бейским районе Республики Хакасия, Россия), где сохранились рунические памятники Алтын-куль I и Алтын-куль II (хранятся в Минусинском музее).